# Penyagun
Penyagun is een bestuurslaag in het regentschap Kepulauan Meranti van de provincie Riau, Indonesië. Penyagun telt 1148 inwoners (volkstelling 2010).